# داريل دريك
داريل دريك (بالإنجليزية: Darryl Drake)‏ هو لاعب كرة قدم أمريكية أمريكي، ولد في 11 ديسمبر 1956 في لويفيل في الولايات المتحدة.